# Paul Sanguszko
Paul François Roman Prince Sanguszko (ur. 16 stycznia 1973 w São Paulo) – brazylijsko-polski biznesmen, ostatni żyjący męski potomek Sanguszków.

## Życiorys
Urodził się i wychował w Brazylii, dzieli swoje życie pomiędzy kontynentem amerykańskim a ojczyzną matki (Francją). Jest zarazem ostatnim żyjącym potomkiem rodu Sanguszków, gałęzi litewskiej dynastii Giedyminowiczów.
W 1990 roku został mu nadany tytuł honorowego obywatela Tarnowa, który wręczony został w 1993 roku.
W 2002 roku przekazał Bibliotece Jagiellońskiej w Krakowie prawie 2000 unikatowych inkunabułów, starodruków i książek. Podarował również ponad 200 kolejnych książek należących do rodzinny Sanguszków. Od około 2002 roku do 2008 roku prowadził spór o dawne ziemie, należące niegdyś do jego rodu, a dokładniej o 5-hektarową działkę na Górze św. Marcina, na której znajdują się ruiny zamku.
W 2004 roku podarował kamienicę w São Paulo na Dom Polonii.
8 marca 2005 został odznaczony przez prezydenta Aleksandra Kwaśniewskiego Krzyżem Kawalerskim Orderu Zasługi Rzeczypospolitej Polskiej za wybitne zasługi w działalności polonijnej. Zarządza utworzoną w 1978 roku Sociedade Sanguszko de Beneficiencia, później przemianowaną na Casa Sanguszko de Cultura Polonesa, a w skrócie zwaną Casa da Polonia – instytucją rozwijającą i promującą polską kulturę w São Paulo.
8 listopada 2006 na Zamku Królewskim w Warszawie otrzymał tytuł Mecenasa Kultury jako laureat Konkursu Mecenas Kultury 2006 zorganizowanego przez ministra kultury i dziedzictwa narodowego Kazimierza Michała Ujazdowskiego.
12 czerwca 2008 odebrał nowy dowód osobisty z rąk prezydenta Tarnowa, Ryszarda Ścigały.

### Życie prywatne
Syn Petera Anthony'ego Samuela (1937–1989) oraz Claude Anne Elisabeth z domu des Roys d’Eschandelys (1939–2020), wnuk Romana Władysława Sanguszki (ur. 1901, zm. 1984), prawnuk Eustachego Stanisława Sanguszki (ur. 1842, zm. 1903).
W 2010 roku Paul Sanguszko zawarł małżeństwo z Séverine Ialongo (córką włoskiego biznesmena i włoskiej arystokratki – markizy de Belleville, spokrewnionej z rodziną książęcą Monako). Dnia 27 kwietnia w Monako odbył się ślub cywilny, natomiast 8 maja w kaplicy zamku Gaillefontaine w Normandii (Francja) miał miejsce ślub kościelny. Z tej okazji zostały odprawione okolicznościowe msze św. za młodą parę w kościele kapucynów przy Krakowskim Przedmieściu w Lublinie oraz w kościele parafialnym w Tarnowie-Klikowej. Błogosławieństwo przekazał także papież Benedykt XVI.
17 września 2010 urodziło się pierwsze dziecko Paula Sanguszki, córka o imieniu Olympia.